# 颜晓桦
颜晓桦（1993年7月26日—），浙江瑞安人，中国女子赛艇运动员。她曾代表中国参加世界赛艇锦标赛，获得一枚银牌和一枚铜牌，均来自女子轻量级四人双桨项目。